# Irmã Dulce
Sveta Irmã Dulce Pontes, poznata i kao sveta Dulce od siromaha (Salvador, 26. svibnja 1914. - Salvador, 13. ožujka 1992.) - prva brazilska žena svetica, katolička časna sestra franjevka koja je bila osnivačica „Zaklade dobrotvornih djela sestre Dulce”, jedne od najvećih i najuglednijih humanitarnih organizacija u Brazilu.
Rođena je kao Maria Rita de Souza Pontes. Potječe iz više klase. Kada je imala 13 godina, teta ju je povela u siromašni dio grada. Susret sa siromaštvom duboko ju je potresao. Počela se brinuti za beskućnike i prosjake. Nakon završetka srednje škole, odlučila se na redovnički poziv i ušla u redovničku zajednicu Sestri misionarki Bezgrešnoga začeća Majke Božje. Uzela je redovničko ime Dulce po majci, koja je umrla kada je imala 6 godina.
Osnovala je prvi katolički radnički pokret u brazilskoj državi Bahia. Godine 1949. počela se brinuti za najsiromašnije unutar pomoćnih zgrada samostana u Salvadoru u Brazilu. Nazvana je "brazilskom Majkom Terezom". Utemeljila je i vodila jednu od najvećih i najuglednijih humanitarnih organizacija u Brazilu: „Zakladu dobrotvornih djela sestre Dulce”. Danas više od 3.000 ljudi svakodnevno dolazi na ovo isto mjesto (gdje se sada nalazi bolnica Santo Antônio) kako bi dobili besplatnu medicinsku pomoć i hranu. Također je osnovala CESA, školu za siromašne u Simões Filhu, jednom od najsiromašnijih gradova u brazilskoj državi Bahia.
U vrijeme svoje smrti 1992., Pontes je bila nominirana za Nobelovu nagradu za mir, inicijativom predsjednika Brazila José Sarneya. Imala je dvije osobne audijencije kod pape Ivana Pavla II. Časopis ISTOÉ proglasio ju je najcjenjenijom ženom u povijesti Brazila i najutjecajnijom vjerskom osobom u Brazilu tijekom 20. stoljeća. Imala je velikih zdravstvenih problema s plućima poljednjih 30 godina života, jer su joj pluća radila s 30% kapaciteta. Preminula je 13. ožujka 1992. u 77. godini života.
Godine 2011. proglašena je blaženom, što je bio prvi korak prema kanonizaciji. U svibnju 2019., papa Franjo je tijekom audijencije održane u Kongregaciji za kauze svetaca prepoznao drugo čudo potrebno za njezinu službenu kanonizaciju kao sveticu. Službeno je kanonizirana 13. listopada 2019. čime je postala prva brazilska žena svetica. Po njoj je nazvan trg u Salvadoru, na kojem je njena skulptura i brod iz 2014. godine.

## Galerija
- Irmã Dulce s 13 godina
- Irmã Dulce, kada je imala 20 godina
- Crtež Irme Dulce
- Kip Irme Dulce
- Memorijalni centar Irme Dulce.